# Anagyrus aegyptiacus
Anagyrus aegyptiacus is een vliesvleugelig insect uit de familie Encyrtidae. De wetenschappelijke naam is voor het eerst geldig gepubliceerd in 1948 door Moursi.